# Orthocentrus corrugatus
Orthocentrus corrugatus là một loài tò vò trong họ Ichneumonidae.